# Дембув (Люблінське воєводство)
Дембув (пол. Dębów) — село в Польщі, у гміні Соснувка Більського повіту Люблінського воєводства.
Населення — 137 осіб (2011).
У 1975-1998 роках село належало до Білопідляського воєводства.

## Демографія
Демографічна структура станом на 31 березня 2011 року:
|          | Загалом | Допрацездатний вік | Працездатний вік | Постпрацездатний вік |
| -------- | ------- | ------------------ | ---------------- | -------------------- |
| Чоловіки | 78      | 20                 | 45               | 13                   |
| Жінки    | 59      | 7                  | 34               | 18                   |
| Разом    | 137     | 27                 | 79               | 31                   |